# 济宁轨道交通
济宁轨道交通近期建设规划已在2020年7月通过国家发展改革委的评估。首期工程济宁孔孟旅游快线采用比亚迪的云轨，始建于2017年，但工程多次延期，现处于停工状态。

## 规划历程
2020年，济宁轨道交通近期规划通过国家发展改革委的评估。同年，列入山东省贯彻交通强国建设纲要的实施意见。2020年底，济宁官方回复网友称，济宁轨道交通线网规划没有变化，并称《关于进一步加强城市轨道交通规划建设管理的意见》调整期间国家发改委暂不受理建设规划，而济宁的具体建设方案以国家发改委批复的建设规划为准。

## 济宁孔孟旅游快线
2017年4月26日，济宁市政府与比亚迪签订战略合作协议，双方约定比亚迪在济宁投资建设山东省总部和全省唯一的“云轨”整车制造基地以及北方首条旅游连接线项目，总投资约80亿元。
随后济宁市规划了济宁孔孟旅游快线，计划连接曲阜和邹城，采用比亚迪的云轨技术，首期里程35公里，并计划于2018年9月完工并试运行。然而截至目前，云轨线路只修建了邹城部分，曲阜部分没有开工迹象，也未投入试运行。